# Спортивная гимнастика на летних Олимпийских играх 1936
Соревнования по спортивной гимнастике на летних Олимпийских играх 1936 года проводились среди мужчин и женщин.

## Общий медальный зачёт
| Место | Страна       | Золото | Серебро | Бронза | Всего |
| ----- | ------------ | ------ | ------- | ------ | ----- |
| 1     | Германия     | 6      | 1       | 6      | 13    |
| 2     | Швейцария    | 1      | 6       | 2      | 9     |
| 3     | Чехословакия | 1      | 1       | 0      | 2     |
| 4     | Финляндия    | 1      | 0       | 1      | 2     |
| 5     | Югославия    | 0      | 1       | 0      | 1     |
| 6     | Венгрия      | 0      | 0       | 1      | 1     |

## Медалисты

### Мужчины
| Дисциплина            | Золото | Серебро | Бронза |
| --------------------- | --- | --- | --- |
| Абсолютное первенство | Альфред Шварцман Германия | Ойген Мак Швейцария | Конрад Фрай Германия |
| Командное первенство  | Германия · Альфред Шварцман · Конрад Фрай · Маттиас Вольц · Вилли Штадель · Франц Бекерт · Вальтер Штеффенс · Инноценц Штангль · Эрнст Винтер | Швейцария · Вальтер Бах · Альберт Бахман · Вальтер Бек · Ойген Мак · Жорж Миз · Михаэль Ройш · Эдуард Штайнеман · Йозеф Вальтер | Финляндия · Мартти Уосиккинен · Хейкки Саволайнен · Маури Нюберг-Норома · Алексантери Саарвала · Эса Сеэсте · Вейкко Пакаринен · Эйнари Терясвирта · Эйно Тукиайнен |
| Вольные упражнения    | Жорж Миз Швейцария | Йозеф Вальтер Швейцария | Конрад Фрай Германия Ойген Мак Швейцария |
| Перекладина           | Алексантери Саарвала Финляндия | Конрад Фрай Германия | Альфред Шварцман Германия |
| Брусья                | Конрад Фрай Германия | Михаэль Ройш Швейцария | Альфред Шварцман Германия |
| Конь                  | Конрад Фрай Германия | Ойген Мак Швейцария | Альберт Бахман Швейцария |
| Кольца                | Алоис Гудец Чехословакия | Леон Штукель Югославия | Маттиас Вольц Германия |
| Опорный прыжок        | Альфред Шварцман Германия | Ойген Мак Швейцария | Маттиас Вольц Германия |

### Женщины
| Дисциплина           | Золото | Серебро | Бронза |
| -------------------- | --- | --- | --- |
| Командное первенство | Германия · Анита Бервирт · Эрна Бюргер · Изольде Фрёлиан · Фридль Иби · Гертруд Майер · Паула Пёльзен · Юлие Шмитт · Кете Зонеман | Чехословакия · Ярослава Баерова · Власта Деканова · Божена Добешова · Власта Фолтова · Анна Гржебржинова · Матильда Палфиова · Зденька Вержмиржовская · Мария Ветровская | Венгрия · Маргит Чиллик · Маргит Калочаи · Илона Мадари · Габриэлла Месарош · Маргит Надь · Юдит Тот · Ольга Тёрёш · Эстер Воит |